# Penicillin
Penicillin (estilizado como PENICILLIN) é uma banda japonesa de rock visual kei formada em 1992. Desde a estreia, sua formação conta com o vocalista Hakuei, guitarrista Chisato, baterista O-Jiro e contava com o baixista Gisho até 2007 e com o guitarrista Shaisuke até 1993.
Dois anos após conseguir contrato com uma grande gravadora em 1996, o grupo alcançou sucesso com o single "Romance", que vendeu 900,000 cópias e o álbum Ultimate Velocity (1998). Penicillin já passou por diversas gravadoras e é uma das poucas bandas visual kei que não fizeram pausas em sua carreira de mais de 30 anos.

## Carreira

### Formação e primeiros anos (1992–1995)
"Apesar de Gisho ser um cantor, ele disse que tocaria baixo para nós e embora O-Jiro era baixista, ele disse que tocaria bateria para nós. Foi mais ou menos como, "que diabos está acontecendo?"

 —Hakuei, em entrevista com o club Zy.
Baseado no nome do grupo fictício de punk rock Penicillin Shock do mangá To-y, Penicillin foi formado em 14 de fevereiro de 1992 em Kanagawa por colegas da Universidade Tokai. Sua formação inicial teve algumas alterações até constar com Hakuei nos vocais, Gisho no baixo, O-Jiro na bateria e Shaisuke e Chisato na guitarra. Em meados de 1993, Shaisuke deixou o grupo para se juntar ao Baiser. Lançaram seu primeiro álbum em 1994, produzido por Kiyoshi do Media Youth e intitularam como Penicillin Shock, assim como o nome da banda fictícia na qual eles se inspiraram. As gravações do álbum ainda contavam com a presença de Shaisuke. Seu segundo álbum, Missing Link, também foi lançado em 1994 e alcançou mais sucesso que o primeiro. Em 1995 regravaram o Penicillin Shock e lançaram como God of Grind- Real Penicillin Shock e em 30 de setembro, lançaram dois EPs simultaneamente: Earth e Into the Valley of the Dolls.
Mais tarde, Hakuei disse que quando a banda começou, ele queria tocar hardcore punk como no estilo violento e chamativo de Gastunk. Para sua lembrança, o termo visual kei não existia quando eles se formaram, mas o Penicillin foi rapidamente rotulado como tal. Ele também contou que antes de formar o Penicillin, ele e Chisato estavam em uma banda com seus superiores, "mas era uma bagunça". Sobre a formação, contou: "Apesar de Gisho ser um cantor, ele disse que tocaria baixo para nós e embora O-Jiro era baixista, ele disse que tocaria bateria para nós. Foi mais ou menos como, "que diabos está acontecendo?"

### Estreia em uma grande gravadora eUltimate Velocity(1996–2007)
Penicillin conseguiu contrato com uma grande gravadora pela primeira vez com o selo Pioneer LDC. Fizeram sua estreia major em março de 1996 com o single "Blue Moon", lançado em 3 de março. Além disso, Hakuei iniciou sua carreira solo neste ano. Se apresentaram pela primeira vez no Nippon Budokan em 25 e 26 de julho, algo que é considerado um marco para as bandas japonesas. Em 1997, lançaram Limelight, que foi considerado um dos melhores álbuns de 1989-1998 em uma edição de 2004 da revista musical Band Yarouze. Mudaram para a East West Japan em 1998 e escreveram uma ópera de rock baseada em Hamlet de William Shakespeare, lançada em VHS sob o nome de Hamlet~PENICILLIN IN ROCK OPERA~. A partir desta época, os membros trabalhavam nos seus projetos solo esporadicamente.
Seu sexto single "Romance" foi lançado em 15 de janeiro de 1998 e alcançou o top 10 da Oricon Singles Chart, mantendo-se por seis semanas consecutivas, vendendo mais de 900.000 cópias. Foi usado como tema de abertura do anime Sexy Commando Gaiden: Sugoi yo!! Masaru-san.[carece de fontes?] Lançaram Ultimate Velocity contendo o single em 21 de outubro que alcançou a segunda posição na Oricon Albums Chart, seu álbum mais bem sucedido até hoje. No ano de 1999 lançaram seu primeiro álbum de maiores sucessos THIS IS PENICILLIN 1994~1999 e o single "NICE IN LIP+L". Já em 2000, Union Jap e uma coletânea com todos os singles da banda até então foram lançados. O single "Ultrider", do mesmo ano, é o sétimo tema de encerramento do anime Kindaichi Shounen no Jikenbo.[carece de fontes?]
Após serem expulsos da East West Japan, mudaram para a independente Omega AT Music em 2001 e lançaram o álbum Nuclear Banana. No entanto, permaneceram no Omega por apenas um ano e foram para a Hiboom, subsidiária independente da Avex Trax. Em julho, o ex membro Shaisuke faleceu. O single de 2002 "Hanazono Kinema" foi usado como tema de abertura do anime Shinseikiden Mars.[carece de fontes?] Lançaram Kakkaku (赫赫), seu primeiro álbum com o título em japonês, em 2003. O selo Hiboom foi fechado em 2005 a banda foi contratada diretamente pela Avex Trax, deixando de ser independente mais uma vez. No mesmo ano, lançaram Hell Bound Heart.

### Saída de Gisho (2007–presente)

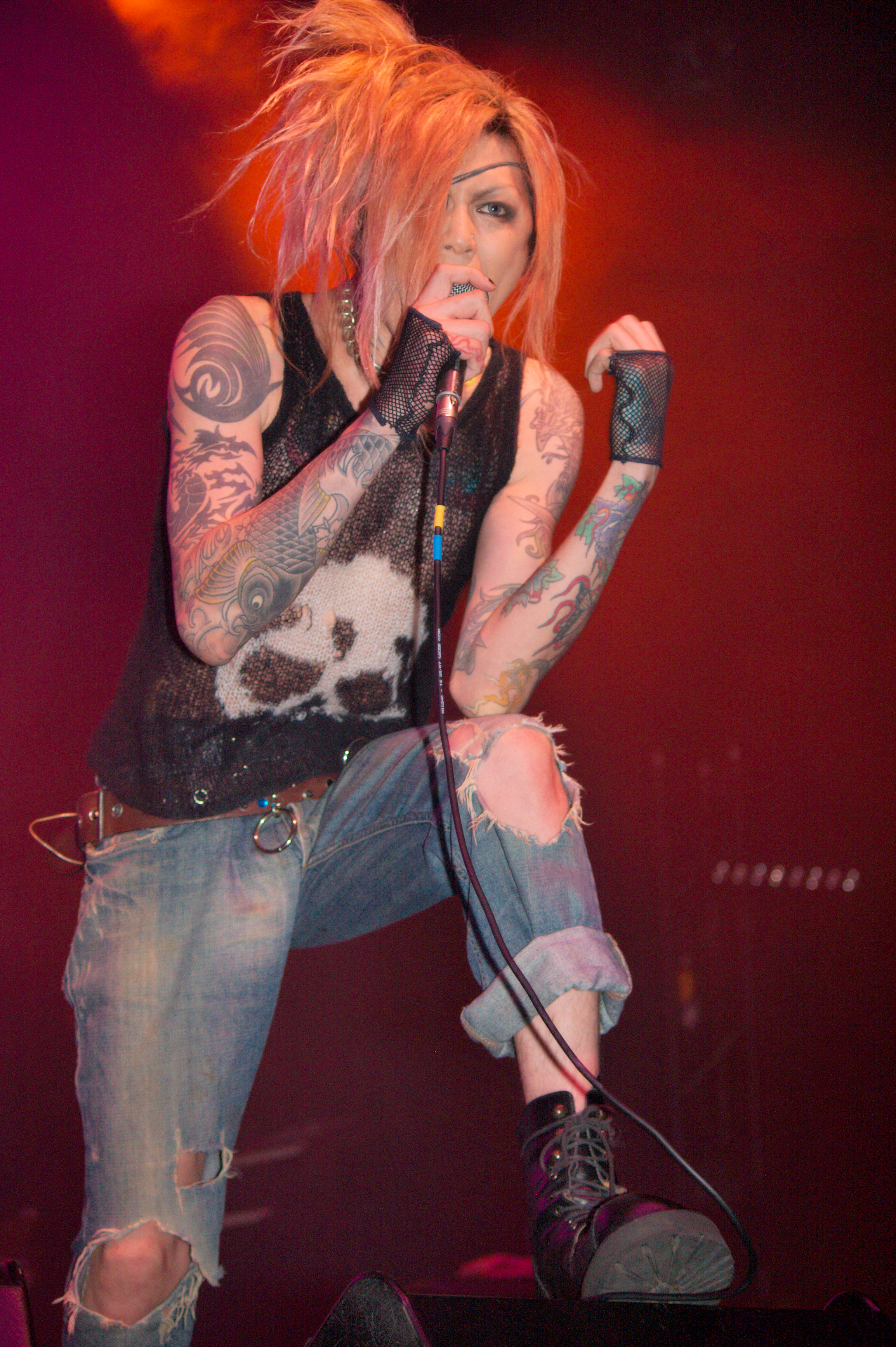
Hakuei em 2008 no Japan Expo.

Em 2007, lançaram Blue Heaven e em 9 de março, quando o Penicillin estava comemorando 15 anos de carreira Gisho anunciou que deixaria a banda. Ele se apresentou pela última vez no dia de seu aniversário em 20 de maio de 2007 no Shibuya O-East. No ano seguinte em um show em 11 de fevereiro, foi anunciado que o Penicillin mais uma vez mudaria de gravadora, desta vez para Nippon Crown.
Em 2010, Penicillin estabeleceu a gravadora independente That Records. O primeiro lançamento na nova gravadora foi o single "Rosetta" em 4 de agosto. Fizeram seu primeiro show em Taiwan em março de 2013.
A canção "Romance" foi tocada por And na compilação Crush! -90 V-Rock Best Hit Cover Songs-. O álbum foi lançado em 26 de janeiro de 2011 e apresenta bandas de visual kei atuais fazendo covers de músicas de bandas que foram importantes para o movimento visual kei dos anos 90. Ela também foi tocada por Jui no álbum similar Counteraction -V-Rock covered Visual Anime songs Compilation-, lançado em 23 de maio de 2012 trazendo covers de canções de bandas visual kei que foram usadas na trilha sonora de animes. Penicillin fez um cover da canção "Hawaiian Roller Coaster Ride" de Lilo & Stitch para o álbum de covers V-Rock Disney, que foi lançado em 7 de setembro de 2011 e traz artistas visual kei fazendo covers de músicas da Disney. Também lançaram o álbum Will em 2 de março.
O grupo lançou seu primeiro álbum de covers em 18 de março de 2015, intitulado Memories ~ Japanese Masterpieces ~, composto por canções de cantoras femininas (com exceção da faixa bônus). A arte do álbum foi desenhada por Atsushi Kamijo, autor do mangá que deu o nome ao grupo. No ano seguinte, lançaram Lunatic Lover e em 2017 Lover's Melancholy.
No ano de 2019 lançaram o EP Kowloon Head (九龍頭 -KOWLOON HEAD-). Em 6 de dezembro de 2020, fizeram seu primeiro show presencial desde o surto de COVID-19. Em 11 de junho de 2022, ao lado de Alice Nine, Versailles e Kiryū, Penicillin participou do evento Visual Kei Shugi, sediado pelo programa de televisão de mesmo nome da emissora WOWOW. Em 2 de novembro do mesmo ano lançaram o álbum Paraiso (パライゾ).

## Membros
- Hakuei - vocais (1992–presente)
- Chisato (千聖) - guitarra (1992–presente)
- O-Jiro - bateria (1992–presente)

### Ex membros
- Gisho - baixo (1992–2007)
- Shaisuke - (1992–1993), faleceu em 2001[3]

## Discografia

### Álbuns de estúdio
| Título                                         | Lançamento              | Posição na Oricon |
| ---------------------------------------------- | ----------------------- | ----------------- |
| Penicillin Shock                               | 30 de maio de 1994      | -                 |
| Missing Link                                   | 24 de outubro de 1994   | -                 |
| God of Grind- Real Penicillin Shock            | 20 de junho de 1995     | -                 |
| Into the Valley of the Dolls                   | 30 de setembro de 1995  | 45                |
| Earth                                          | 30 de setembro de 1995  | 44                |
| Missing Link                                   | 25 de outubro de 1995   | 46                |
| Vibe∞                                          | 26 de junho de 1996     | 10                |
| Indwell                                        | 24 de julho de 1996     | 75                |
| Fly Penicillin featuring Chisato               | 27 de novembro de 1996  | 37                |
| Limelight                                      | 2 de julho de 1997      | 8                 |
| Ultimate Velocity                              | 21 de outubro de 1998   | 2                 |
| Union Jap                                      | 24 de maio de 2000      | 19                |
| Nuclear Banana                                 | 7 de novembro de 2001   | 27                |
| No.53                                          | 30 de outubro de 2002   | 48                |
| Kakkaku (赫赫)                                 | 1 de outubro de 2003    | 55                |
| Flower Circus                                  | 20 de outubro de 2004   | 44                |
| Hell Bound Heart                               | 23 de novembro de 2005  | 72                |
| Blue Heaven                                    | 28 de fevereiro de 2007 | 87                |
| Supernova                                      | 26 de novembro de 2008  | 71                |
| Cell                                           | 4 de novembro de 2009   | 52                |
| Will                                           | 2 de março de 2011      | 31                |
| Ruriiro no Providence (瑠璃色のプロヴィデンス) | 19 de março de 2014     | 56                |
| Lunatic Lover                                  | 9 de novembro de 2016   | 35                |
| Lover's Melancholy                             | 20 de setembro de 2017  | 41                |
| Megalomania no Tsubasa (メガロマニアの翼)      | 7 de novembro de 2018   | 40                |
| Kowloon Head (九龍頭 -KOWLOON HEAD-)           | 6 de novembro de 2019   | 46                |
| Paraiso (パライゾ)                             | 2 de novembro de 2022   | 25                |